# MFC (telefonia)
MFC (MultiFreqüencial Compelida), é a sinalização de áudio utilizada pelas centrais telefônicas para troca das informações necessárias ao encaminhamento e estabelecimento de uma chamada. O assinante ou usuário do sistema telefônico normalmente não escuta esta sinalização, pois esta ocorre apenas entre as centrais.
É a sinalização trocada entre os registradores das centrais telefonicas confronte sinalização de linha. A sinalização MFC é utilizada para o envio de informações entre duas centrais tais como a identidade do assinante A, que é o número daquele que origina a chamada, identidade do assinante B, quem recebe, categoria do telefone originador, etc. Caracteriza-se por enviar sinais - as cifras - compostos por frequências combinadas duas a duas (multifreqüencial). Cada sinal é enviado de modo contínuo até que se receba outro em resposta (sinalização compelida). Os sinais são retirados deixando o canal de comunicação em silêncio e então o ciclo se repete com o envio do próximo sinal ou cifra. 
Esta sinalização possui quatro grupos de sinais (2 para a frente e 2 para trás, considerando o sentido da chamada), cada grupo possuindo 15 cifras diferentes. Estas podem representar os números telefônicos, solicitações de envio dos mesmos e também, ao final, a condição do número discado também conhecida como fim de seleção. 

## Freqüências utilizadas
As freqüências utilizadas na MFC são as seguinte:

### Freqüências altas
- 1380 Hz
- 1500 Hz
- 1620 Hz
- 1740 Hz
- 1860 Hz
- 1980 Hz

### Freqüências baixas
- 1140 Hz
- 1020 Hz
- 900 Hz
- 780 Hz
- 660 Hz
- 540 Hz .

## Variantes

### MFC5S
A MFC-5S é uma variante da sinalização MFC não compelida: os sinais para a frente e para trás são transmitidos numa sequência definida. É utilizada principalmente em enlaces de telefonia cujo atraso de transmissão é considerável, por exemplo: via satélite.

### MFP
MFP, a Multifrequencial Propelida, é um tipo de sinalização que opera de forma que os sinais são enviados em uma sequência definida, assim como na MFC-5S, sem que haja a necessidade de aguardar a resposta do equipamento interlocutor para o envio de um novo sinal. 